# Pierre Albarran
Pierre Henri Maurice Albarran (* 18. Mai 1893 in Chaville; † 24. Februar 1960 in Paris) war ein französischer Tennis- und Bridgespieler.

## Leben

### Privates
Pierre Albarran wurde als Sohn von Pauline Ferri und dem berühmten Urologen Joaquín Albarrán geboren. Er schloss 1910 sein Studium an der École Saint-Elme in Arcachon mit dem Abitur ab. Die Schule bildete ihre Schüler auch in der der Segelkunde aus, Albarrans erste große Leidenschaft. Anschließend begann er ein Medizinstudium, das er aber zugunsten eines Jura- und Politikwissenschaftsstudiums abbrach. Da er 1932 an der Universität von Paris den Lehrstuhl für Urologie innehatte, liegt nahe, dass er sein Medizinstudium doch abschloss oder zu einem späteren Zeitpunkt wiederaufnahm.

### Tennissport
Während des Studiums lernte er den später als Weltumsegler bekannt gewordenen Alain Gerbault kennen, der sein engster Freund wurde. Gerbault, der schon in seiner Jugend Tennis gespielt hatte, machte ihn in den Paris Tenniskreisen bekannt, wo er sich unter anderem mit Max Décugis und Suzanne Lenglen anfreundete. Bis zum Tod Gerbault 1941 blieben sie auch während seiner Reisen in engem Kontakt. Er ernannte Albarran als seinen alleinigen Erben und Vermögensverwalter.
Albarrans größter Erfolg im Tennissport war der Gewinn der Bronzemedaille bei den Olympischen Spielen 1920 in Antwerpen im Herrendoppel. An der Seite von Max Decugis holte er nach einem Sieg im Spiel um Platz drei gegen Jean-François Blanchy und Jacques Brugnon die Bronzemedaille. Die Konkurrenz war bis zum Halbfinale nicht besonders stark gewesen und das Spiel um Platz 3 ging kampflos an die Franzosen. Albarrans stand zudem 1921 im Endspiel der Hartplatz-Weltmeisterschaften mit seinem Jugendfreund Gerbault. Darüber hinaus erlangte Albarran eher weniger Bekanntheit als Tennisspieler, lediglich ein Turniersieg in Cannes 1919 ist überliefert. Seine Turnierteilnahmen erstreckten sich von 1911 bis 1932, wobei er ab 1930 auch dreimal an den Internationalen französischen Meisterschaften teilnahm, dort aber jeweils zum Auftakt ausschied.

### Bridge
Größere Bekanntheit erlangte Albarran als Spieler und Theoretiker des Kartenspiels Bridge, das sich ab den 1930er Jahren großer Beliebtheit erfreute. Während eines zweijährigen Erholungsaufenthalts in Davos wegen einer Lungenerkrankung brachte er sich selbst das Spiel bei, was ihn fortan sein ganzes Leben lang begleitete. Als er nach Frankreich zurückkehrte, nahm er am dortigen Turnierbetrieb teil. Schnell machte er mit seinen guten Leistungen auf sich aufmerksam. Er gewann 19 nationale Titel, bestritt 32 internationale Partien für Frankreich und galt von 1930 bis zu seinem Tod 1960 als der beste Bridgespieler Europas. Bei der Europameisterschaft 1935, die seit 1932 ausgetragen wurde, führte er Frankreich zum Titel; im selben Jahr spielte er mit Frankreich bei der ersten Weltmeisterschaft. 1933 spielte er bei einem Turnier gegen die US-amerikanische Mannschaft rund um Ely Culbertson, den Miterfinder des modernen Kontrakt-Bridge. Das Spiel wurde im 102. Spiel mit Unentschieden gewertet. Lange Jahre war er zudem Direktor und Veranstalter eines Turniers in Monaco und schrieb über Bridge für verschiedene französische Zeitungen. Er war Autor und Co-Autor zahlreicher Fachbücher über Bridge, schrieb aber auch über Tennis und über seinen Freund Gerbault.
Albarran entwickelte zudem gleich mehrere neue Strategien im Bridge. Bei der Canapé-Bietstrategie wird zunächst die zweitlängste Karte geboten. Das 2♣-Forcing soll seinen Bridge-Partner ein starkes Blatt signalisieren, während der nach ihm benannte Albarran-Coup gezielt eine Trumpfkarte des Gegners herauslocken soll.
Albarran starb 1960 an dein Folgen eines Herzinfarktes.

## Bücher
über Bridge
- Pierre Bellanger, Pierre Albaran, Adrien Aron, Sophocle Vénizélos: Bridge : les 102 donnes d'un grand match. Éditions Grasset & Fasquelle, 1933.
- Pierre Albaran, Robert de Nexon: Notre Méthode de Bridge. Éditions Grasset & Fasquelle, 1935.
- Pierre Albaran: Bridge, nouvelle méthode de nomination, les jeux bicolores, le canapé. 1946.
- Pierre Albaran, Robert de Nexon, José de Dentu: Le Bridge pour tous. Fayard, Paris 1949.
- Pierre Albaran, José Le Dentu: Mémento du bridge. Fayard, Paris 1952.
- Pierre Albaran, José Le Dentu: Cent donnes extraordinaires : Bridge. Fayard, 1953.
- Pierre Albaran: L'Encyclopédie du bridge moderne. Band 1. Fayard, 1957.
- Pierre Albaran, Robert de Nexon, José Le Dentu: Le nouveau bridge pour tous. 1958.
- Pierre Albaran, Pierre Jaïs: Comment gagner au bridge. Paris 1959.
- Pierre Albaran: L'Encyclopédie du bridge moderne. Band 2. Fayard, 1968.
- Pierre Albaran, José Le Dentu: Nouveau Memento de bridge en 100 leçons : enchères naturelles. Fayard, Paris 1976, ISBN 2-213-00396-3.

Sonstige
- Pierre Albaran, Rodolphe Saillard: Le Tennis. In: Tous les sports par des champions. S. Bornemann, 1931.
- Alain Gerbault: Un paradis se meurt. Vorwort von Pierre Albarran. 1949.
- Robert Coiplet, Pierre Albaran, Janine d'Almeida: Alain Gerbault, mon ami. In: Le Monde. 17. Mai 1952 (lemonde.fr).
- Pierre Albaran, Henri Cochet: Histoire du tennis. Fayard, 1959.